# Desideri de Caors
Desideri de Caors, d'Albi o de Marsella (Albi (Llenguadoc), ca. 580 - Vil·la de Wistrilingo, prop d'Albi, 654), en francès Didier però conegut com a Saint Géry fou un religiós occità, bisbe de Caors. És venerat com a sant per diverses confessions cristianes.

## Biografia
Va néixer a Albi vers el 580, fill de Salvi i Ercanfreda, de la noblesa gal·loromana de la ciutat. El seu germà Rústic va abraçar l'estat eclesiàstic i fou ardiaca de Rodès i abat palatí (és a dir, intendent de la capella del rei) i més tard bisbe de Caors (623-630) i primer magistrat de Marsella; un altre germà, Siagri, fou nomenat el 618 comte de l'Albigès. A més tenia dues germanes: Sàlvia i Avita. Els tres germans foren cridats a la cort per Clotari II en 613 i foren educats acuradament per ocupar els més alts càrrecs.
Desideri és descrit com a extremament pietós i incorruptible i es va fer famós per la seva eloqüència. El rei el va nomenar tresorer reia; a la cort fou amic dels futurs bisbes i sants Arnulf de Metz, Aldoè de Rouen, Faró de Meaux o Eloi de Noyon. Siagri, el seu germà, nomenat comte de l'Albigès, fou després duc de Marsella cap al 625 i va morir el 629: en no tenir fills, el va succeir com a duc Desideri, però només en va prendre possessió nominalment i poc després va deixar-lo per tornar a la cort al seu ofici de tresorer reial.
Poc després, al final de 629, Rústic fou assassinat a Caors durant una revolta contra el bisbe. La seva mare Ercanfreda, que havia perdut el marit i dos fills en pocs mesos, va demanar a Desideri que exigís al rei el càstig dels culpables de la mort de Rústic, però el rei Dagobert I ja n'havia iniciat la persecució i, un cop presos, els va condemnar a mort, servitud perpètua o exili, segons el grau de culpabilitat. El rei va nomenar llavors Desideri com a bisbe de Caors, cosa acceptada ràpidament pel clergat i la noblesa local que es volia distanciar clarament dels sediciosos.

### Bisbe de Caors
Desideri fou consagrat per Sulpici I de Bourges a la Pasqua i fou bisbe fins a la seva mort el 15 de novembre del 654 o 655, quan tenia 60 anys. Va dedicar la seva fortuna (tenia terres a l'Albigès i al Carcí) a la construcció d'esglésies o la seva decoració i a fundar nombroses parròquies. Va fundar els primers monestirs de benedictins i columbanians de la regió. El que rebé més beneficis fou Sant Pere de Moissac, que havia estat fundat per Amand de Maastricht. Va restaurar l'abadia de Sant Amand al Carci, a tocar de la vila de Caors
Fou generós amb Caors, especialment amb la catedral, a la que va dotar amb diversos edificis annexos i un gran nombre de copes i objectes de plata i joies, a més de donar-li les terres de Cairac. Restaurà les muralles de Cahors i alguns edificis públics. En el seu testament (atorgat el 654) va deixar els seus béns a l'església de Caors, entre ells, deu llogarrets o viles al Carcí i 21 o 24 a l'Albigès, i la seva gran mansió d'Albi, amb la condició que es dediqués al manteniment de pobres.
Va morir a la seva vil·la de Wistrilingo, prop d'Albi, on era descansant. El seu cos fou portat al monestir de Sant Amand de Caors.
Venerat com a sant, la seva memòria es commemora el dia 15 de novembre.